# 몬트리올 미술관

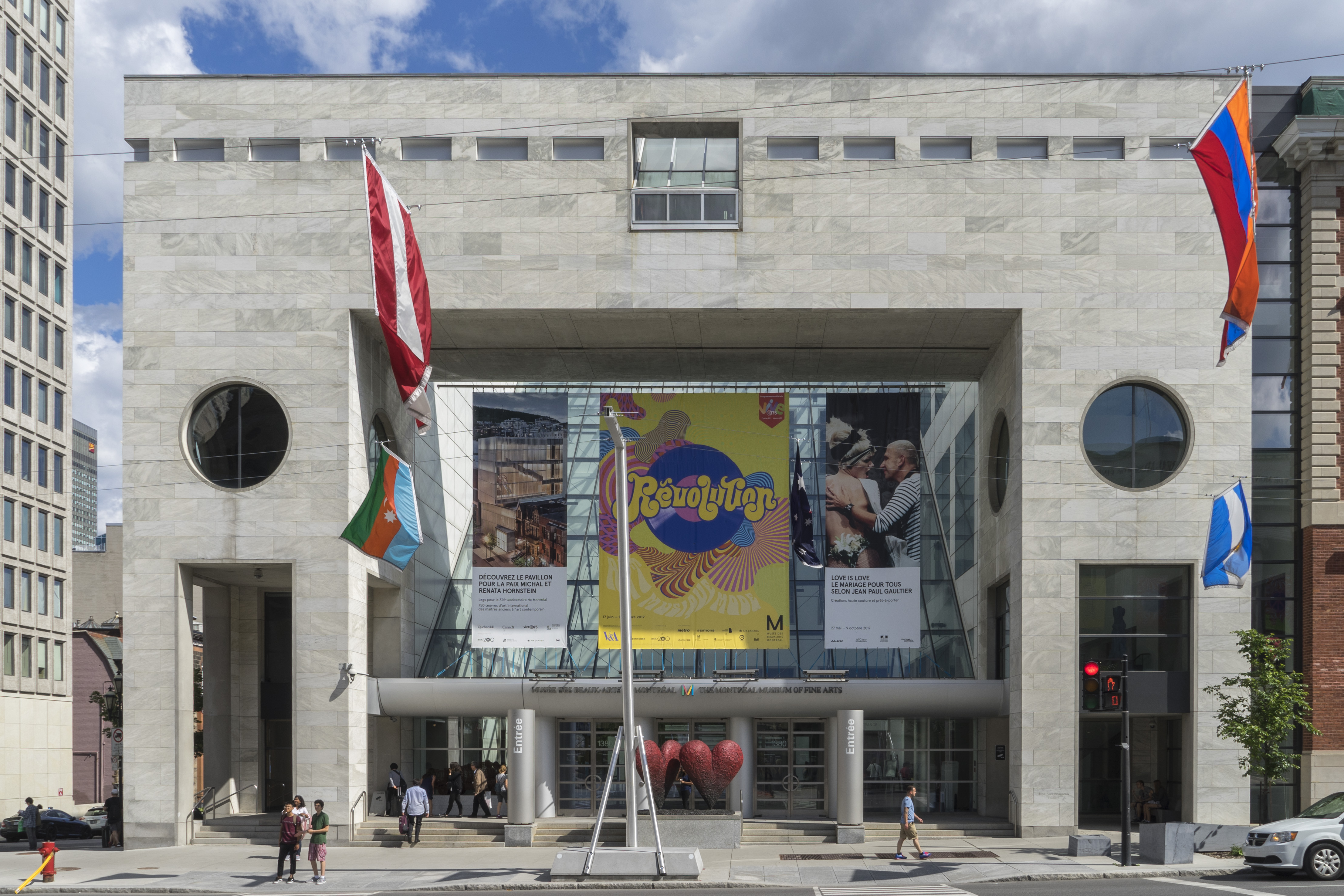

몬트리올 예술 박물관(프랑스어: Musée des beaux-arts de Montréal, MBAM, 영어: Montreal Museum of Fine Arts, MMFA) 또는 몬트리올 미술관은 캐나다 퀘벡 몬트리올에 위치한 미술관이다.
캐나다에서 가장 오래된 예술관으로 1860년에 세워졌으며, 34개의 전시실은 중세 이전에서 현대에 이르는 작품을 다양하게 전시하고 있다. 캐나다의 작품이 주류를 이루고 있으며, 세계적으로 유명한 피카소, 샤갈 등의 작품도 전시되어 있다. 또한 박물관 내의 강당에서는 강연회, 영화, 콘서트 등이 자주 열리고 있다.

## 같이 보기
- 가장 큰 미술관 목록